# Баликтинський сільський округ
Баликти́нський сільський округ (каз. Балықты ауылдық округі, рос. Балыктинский сельский округ) — адміністративна одиниця у складі Тюлькубаського району Туркестанської області Казахстану. Адміністративний центр — село Баликти.
Населення — 8491 особа (2021; 8659 у 2009, 7824 у 1999, 6975 у 1989).
Станом на 1989 рік існувала Баликшинська сільська рада (села Баликші, Калініно-1, Урбулак, Чапаєво), село Абай перебувало у складі Ванновської сільської ради.

## Склад
До складу округу входять такі населені пункти:
| Населений пункт | Колишні назви | Населення, осіб (1989) | Населення, осіб (1999) | Населення, осіб (2009) | Населення, осіб (2021) |
| --------------- | ------------- | ---------------------- | ---------------------- | ---------------------- | ---------------------- |
| Абай, село      | -             | 1361                   | 1295                   | 1431                   | 1289                   |
| Баликти, село   | Баликші       | 5101                   | 4073                   | 4837                   | 5018                   |
| Кокбулак, село  | Калініно-1    | 565                    | 645                    | 674                    | 627                    |
| Урбулак, село   | -             | 728                    | 1199                   | 983                    | 951                    |
| Шарафкент, село | Чапаєво       | 581                    | 612                    | 734                    | 606                    |